# Villaprovedo
Villaprovedo település Spanyolországban, Palencia tartományban. Villaprovedo Villameriel, Abia de las Torres, Espinosa de Villagonzalo és Santa Cruz de Boedo községekkel határos. Lakosainak száma 46 fő (2024).

## Népesség
A település népessége az elmúlt években az alábbi módon változott:
| Lakosok száma | 100  | 84   | 77   | 76   | 69   | 69   | 68   | 59   | 50   | 46   |
|               | 2001 | 2004 | 2007 | 2009 | 2012 | 2014 | 2017 | 2019 | 2022 | 2024 |